# 大西新蔵
大西 新蔵（おおにし しんぞう、1892年（明治25年）7月17日 - 1988年（昭和63年）1月21日）は、日本の海軍軍人。最終階級は海軍中将。

## 生涯

### 戦前
東京府（現・東京都江戸川区）出身。東京府立第三中学校から海軍兵学校（42期）へ進む。席次は入校時120名中首席、卒業時は117名中3番。海軍砲術学校高等科学生に進み、砲術専攻士官となる。また東京帝国大学で教育学を学んでいる。海軍大学校甲種学生に進んだが、入試は不合格であった。航空関係者を入校させるため人数あわせで入校を許されている。
1928年（昭和3年）10月、42期首席であった三木繁二少佐が死去すると、大西がクラスヘッドになっている。
海軍兵学校教官を経てドイツ駐在となった。当時のドイツはナチスが急進した時代であったが、大西はナチスに対し不快感を抱いている。帰国後は、艦船部隊勤務、海大教官などを経て、海軍省人事局第一課長、重巡洋艦「利根」艦長を務める。1940年（昭和15年）10月15日、連合艦隊旗艦・戦艦「長門」艦長に着任する。同年11月15日、海軍は出師準備作業の第一着作業が発令、1941年（昭和16年）を迎える。

### 戦中
第四艦隊（井上成美司令長官・37期）麾下の第七潜水戦隊司令官（1941年8月、着任）として、おもにトラック泊地に停泊、麾下の呂号潜水艦を支援し、太平洋戦争開戦を迎えた。1942年（昭和17年）7月に新編された第8艦隊参謀長に着任する。翌8月に行われた第1次ソロモン海戦で敵重巡洋艦5隻を数十分で撃破する戦果をあげたが、輸送船団攻撃を省略した戦術には内外の批判もある。
その後呉鎮守府参謀長を経て、海軍省教育局長に就任。教育局長就任時はすでに敗戦を予期している。この時の逸話で、井上成美次官と同郷の保科善四郎兵備局長（41期）が愚痴などをわざと地元方言で話していたといい、二人の会話を聞いていた大西教育局長は「何を話しているのかさっぱりわからなかった」と回想している。
1945年（昭和20年）5月、海軍兵学校副校長として江田島に赴任。8月6日の広島に投下された原爆の閃光を目撃した。

### 戦後
1943年（昭和18年）3月18日にニューブリテン島ラバウルで発生した外国人殺害容疑で、司令長官であった三川軍一中将（38期）と共に豪州政府からB級戦犯に指名された。問題となった駆逐艦の所属を巡り、南東方面艦隊司令長官草鹿任一中将（37期）と対立している。ただし大西は戦犯問題を扱っていた復員局に不信感を抱き、草鹿を非難していない。結局三川、大西は起訴却下となった。
その後は英語とドイツ語の通訳案内業の国家資格を取り、ガイドを生業とした。

## 人物像
- 旧名は『留吉』であったが、大西はこの名前が気に入らなかった。中尉時代に先祖の名を継承するという名目で『新蔵』に改名した。
- 大所高所から物事を観察する冷静な視線を持っていたとされる。

## 逸話
- 府立三中を2番で卒業したが、当時は指定中学校の上位3番以内の卒業者は第一高等学校に無試験入学できる特典があり、大西は将来の進路に苦慮している。旧制高等学校から帝国大学への進学は多額の学費がかかる事情から周囲の反対もあり断念し、学費無料の海軍兵学校を選択した。
- 海軍兵学校に入学願書郵送の際に、切手を基本料金分しか貼らず、また書留扱で送付しなかったため、料金不足で返送され受験できなかった。大西は翌年の首席合格を誓い実現させた[4]。
- 海軍兵学校在校中の成績は優秀だったが、府立三中の勉学に比較すれば海軍兵学校とは実に安易な事を教育する機関だと思ったという。しかし席次3番で卒業するも恩賜ではない[5]。
- 第一次ソロモン海戦では、「八」の数字が重なり事前から縁起が良いとされた。第八回目の大召奉戴日、第八艦隊、八月八日、艦八隻である。なお大西にとっては結婚記念日であった。

## 主要著作物
- 『海軍生活放談 日記と共に六十五年 』原書房
- 『海軍後に遺るもの』機関誌水交 1953年（昭和28年）・第3号
- 『九三式魚雷命中す』機関誌水交 1955年（昭和30年）・第19号
- 『日本海軍の精神教育 (1~8) 』 機関誌水交 1961年（昭和36年）・第90 - 97号[6]

## 年譜
- 1892年（明治25年）7月17日 - 東京府南葛飾郡小松川村（現・東京都江戸川区）生
- 1898年（明治31年）4月1日 - 南葛飾郡立松川尋常小学校入学
- 1906年（明治39年）4月1日 - 東京府立第三中学校入学
- 1911年（明治44年）
  - 3月31日 - 東京府立第三中学校卒業
  - 9月11日 - 海軍兵学校入校
- 1912年（明治45年）7月16日 - 学術優等章受章
- 1914年（大正3年）12月19日 - 海軍兵学校卒業 ・海軍少尉候補生・2等巡洋艦「宗谷」乗組
- 1915年（大正4年）
  - 4月20日 - 練習艦隊遠洋航海出発 香港~サイゴン~シンガポール~豪州~ラバウル~トラック~ヤップ~パラオ~小笠原方面巡航 
  - 8月23日 - 帰着
  - 8月27日 - 巡洋戦艦「比叡」乗組
  - 12月13日 - 任 海軍少尉
- 1916年（大正5年）12月1日 - 2等巡洋艦「千歳」乗組
- 1917年（大正6年）
  - 7月2日 - 2等巡洋艦「津軽」乗組
  - 12月1日 - 海軍中尉・海軍砲術学校普通科学生
- 1918年（大正7年）
  - 3月8日 - 『留吉』を『新蔵』に改名
  - 5月20日 - 海軍水雷学校普通科学生
  - 12月1日 - 2等駆逐艦「楢」乗組
- 1919年（大正8年）
  - 9月25日 - 装甲巡洋艦「常磐」乗組 少尉候補生指導官 
  - 11月24日 - 練習艦隊遠洋航海出発 佐世保~基隆~馬公~香港~シンガポール~コロンボ~アデン~ポートサイド~ナポリ~マルセーユ~トゥーロン~ヴィゼルダ~マルタ~ポートサイド~コロンボ~バタヴィア~マニラ~志布志方面巡航
- 1920年（大正9年）
  - 5月20日 - 帰着
  - 6月3日 - 装甲巡洋艦「常磐」分隊長心得
  - 12月1日 - 任 海軍大尉・海軍砲術学校高等科第20期学生
- 1921年（大正10年）
  - 11月29日 - 海軍砲術学校高等科修了
  - 12月1日 - 戦艦「陸奥」分隊長
- 1922年（大正11年）12月1日 - 2等駆逐艦「樅」砲術長
- 1923年（大正12年）12月1日 - 海軍大学校選科学生 東京帝国大学法文学部派遣ドイツ語聴講生
- 1925年（大正14年）12月1日 - 任 海軍少佐
- 1926年（大正15年）
  - 3月1日 - 戦艦「扶桑」分隊長
  - 12月1日 - 海軍大学校甲種第26期学生
- 1927年（昭和2年）2月7日 - 大正天皇御大葬霊柩車警護
- 1928年（昭和3年）
  - 11月25日 - 海軍大学校甲種卒業 席次22名中4番
  - 12月10日 - 海軍兵学校教官兼監事
- 1930年（昭和5年）12月1日 - 任 海軍中佐
- 1931年（昭和6年）4月1日 - 在ドイツ日本大使館附海軍駐在武官補佐官 軍事一般 軍隊教育研究従事
- 1933年（昭和8年）
  - 5月14日 - 帰国
  - 6月5日 - 軽巡洋艦「神通」副長
  - 11月15日 - 第2艦隊先任参謀
- 1934年（昭和9年）11月15日 - 海軍大学校戦略科統率学教官
- 1935年（昭和10年）11月15日 - 任 海軍大佐
- 1937年（昭和12年）
  - 4月20日 - 給油艦「襟裳」特務艦長
  - 10月20日 - 軍令部兼海軍省出仕
  - 12月1日 - 海軍省人事局第1課長
- 1939年（昭和14年）11月15日 -重巡洋艦「利根」艦長
- 1940年（昭和15年）10月15日 - 戦艦「長門」艦長
- 1941年（昭和16年）
  - 8月11日 - 第七潜水戦隊司令官
  - 10月15日 - 任 海軍少将
- 1942年（昭和17年）
  - 6月5日 - 軍令部出仕
  - 7月14日 - 第8艦隊参謀長
- 1943年（昭和18年）
  - 3月29日 - 軍令部出仕
  - 6月11日 - 呉鎮守府参謀長
- 1944年（昭和19年）
  - 9月10日 - 海軍省教育局長兼海軍大学校教頭兼海軍大学校研究部長
  - 10月15日 - 任 海軍中将
- 1945年（昭和20年）
  - 5月5日 - 海軍兵学校副校長兼教頭兼監事長
  - 10月15日 - 予備役編入
- 1947年（昭和22年）
  - 1月15日 - B級戦犯容疑で身柄勾留
  - 10月18日 - 起訴却下
- 1949年（昭和24年）3月25日 - 石川島重工業入社
- 1950年（昭和25年）7月31日 - 石川島重工業退職
- 1956年（昭和31年）3月15日 - 日本交通公社入社
- 1964年（昭和39年）9月30日 - 日本交通公社退職
- 1988年（昭和63年）1月21日 - 死去。 享年95。

## 参考資料
- 阿川弘之『軍艦長門の生涯』新潮文庫

1. ISBN 4-10-111007-7 C0193(上巻)
2. ISBN 4-10-111008-5 C0193(中巻)
3. ISBN 4-10-111009-3 C0193(下巻)

- 伊藤正徳『連合艦隊の栄光』光人社NF文庫 ISBN 4-7698-2128-X C0195
- 小野崎誠 編『海軍兵学校出身者名簿』海軍兵学校出身者名簿作成委員会
- 高木惣吉『高木惣吉日記と情報』みすず書房 ISBN 4-622-03506-5 C3031
- 高松宮宣仁親王『高松宮日記』中央公論新社 ISBN 4-12-490040-6 C0320
- 戸高一成『聞き書き 日本海軍史』PHP出版
- 防衛庁防衛研修所戦史部編『戦史叢書』朝雲新聞社

1. 第98巻 潜水艦史
2. 第38巻 中部太平洋方面海軍作戦（1）
3. 第62巻 中部太平洋方面海軍作戦（2）

- 日本近代史料研究会編『日本陸海軍の制度・組織・人事』東京大学出版会
- 明治百年史叢書『海軍兵学校沿革』第2巻 原書房